# Pawieł Tkaczenko

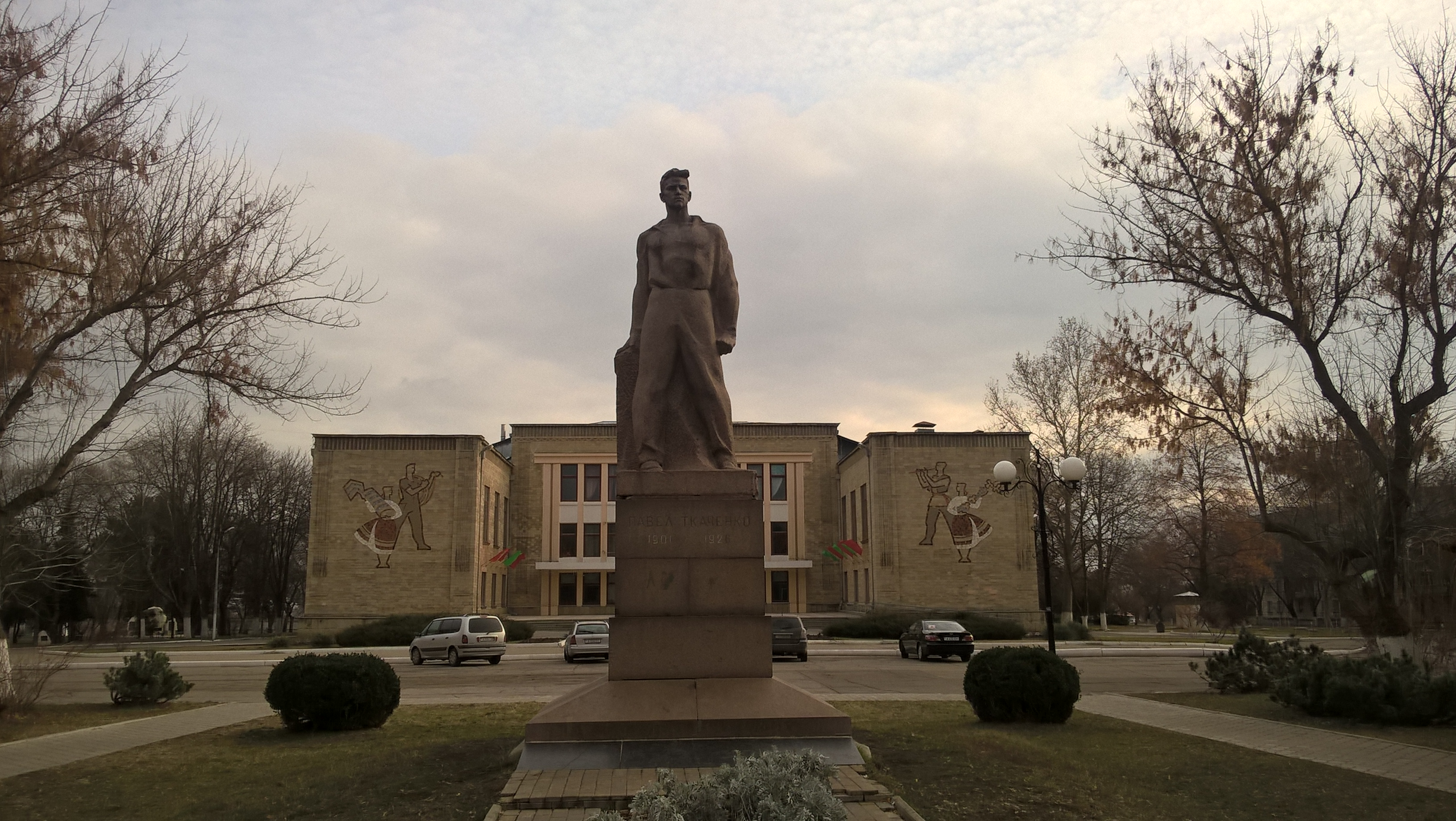
Pomnik Pawła Tkaczenki w Benderach na tle nazwanego jego imieniem domu kultury

Pawieł Dmitrijewicz Tkaczenko (ros. Павел Дмитриевич Ткаченко, rum. Pavel Tcacenco, wł. Isaak Antipow; ur. 7 kwietnia 1901 na stacji Nowosawickiej, zm. 1926) – rosyjski działacz rewolucyjny, bolszewik, organizator ruchu komunistycznego w międzywojennej Rumunii.

## Życiorys
Był synem kolejarza Jakowa Antipowa i Smaragdy. Wychował się w Benderach i tam w wieku 14 lat rozpoczął pracę na kolei, równocześnie ucząc się w szkole realnej. Po jej ukończeniu w 1916 rozpoczął studia prawnicze w Piotrogrodzie. W roku następnym wziął udział w rewolucji lutowej oraz październikowej, od sierpnia 1917 był członkiem Czerwonej Gwardii, zaś w 1918 wstąpił do partii bolszewickiej.
W tym samym roku wrócił do Bender. Przewodził organizacji bolszewików w mieście. W 1919 brał udział w powstaniu benderskim zainspirowanym przez bolszewickich agitatorów. Po jego stłumieniu udał się do Kiszyniowa i pod przybranym nazwiskiem Pawieł Dmitrijewicz Tkaczenko podjął pracę w fabryce. W październiku 1919 został wybrany na członka komitetu obwodowego partii komunistycznej, zaś w 1920 został jego sekretarzem. Redagował komunistyczne gazety – rosyjskojęzyczną „Biessarabskij kommunist” oraz rumuńskojęzyczną „Bolșevicul basarabean”.
W 1920 został aresztowany, zbiegł jednak z więzienia. Został zaocznie skazany na śmierć w procesie 48 rumuńskich komunistów. Wziął udział w przygotowaniu zjazdu komunistów rumuńskich w Jassach w 1921 i został na nim wybrany do tymczasowego komitetu centralnego Komunistycznej Partii Rumunii. Podczas zjazdu został aresztowany, a następnie skazany na dwa lata więzienia w procesie, jaki odbył się po zamachu anarchisty Maxa Goldsteina (niezwiązanego z partią) na budynek senatu w Bukareszcie (tzw. proces Dealul Spirii). W kwietniu 1923 po raz drugi uciekł z więzienia, został schwytany i ostatecznie zwolniony w czerwcu tego samego roku. Po tych wydarzeniach nielegalnie przekroczył granicę rumuńsko-radziecką, by wziąć udział w tworzeniu Mołdawskiej Autonomicznej Socjalistycznej Republiki Radzieckiej. Był jednym z dziesięciu sygnatariuszy notatki z 4 lutego 1924 r., w której grupa komunistów urodzonych w Besarabii apelowała do najwyższych władz ZSRR o utworzenie autonomicznej republiki mołdawskiej, by mogła ona posłużyć jako narzędzie rozszerzenia rewolucji na Rumunię, a w dalszej perspektywie na całe Bałkany.
Na kongresie Komunistycznej Partii Rumunii w Wiedniu w 1924 został zaocznie wybrany na członka komitetu centralnego partii. W związku z tym wrócił do Rumunii, by podjąć pracę w sekretariacie i biurze politycznym partii. Razem z Borisem Stefanowem faktycznie kierował organizacją. Został aresztowany przez polityczną policję rumuńską Siguranțę 15 sierpnia 1926 w Bukareszcie, a następnie w niejasnych okolicznościach zastrzelony na stacji kolejowej Vesterniceni w Kiszyniowie. Miejsce jego pochówku jest nieznane.

## Upamiętnienie
Imię Pawła Tkaczenki nosi ulica oraz pałac kultury w Benderach. W okresie radzieckim w mieście tym znajdowało się również muzeum pamięci Tkaczenki i innego komunistycznego działacza besarabskiego Grigorija Starego. Ponadto ulica Tkaczenki znajdowała się w Kiszyniowie (po 1991 przemianowana na ul. Ciuflea), był on także patronem jednego z kin w stolicy Mołdawskiej SRR. Pomniki Tkaczenki znajdują się w Benderach (wzniesiony w 1961), Tyraspolu i Kiszyniowie, na miejscu jego rozstrzelania. Pomnik ten został zniszczony po 1990 r. i odnowiony w 2013 r. przez Partię Komunistów Republiki Mołdawii.